# نیکوله، کبک
نیکوله (به فرانسوی: Nicolet) شهرکی در منطقه شهری نیکوله-یاماسکا ناحیه سانتر-دو-کبک در استان کبک کانادا است. در سرشماری سال ۲۰۱۱ این شهرک ۷٬۸۰۹ نفر جمعیت داشته‌است و مساحت آن ۹۴٫۵ کیلومتر مربع است.